# Episodi di Shaggy e Scooby-Doo
Lista di episodi di Shaggy e Scooby-Doo.

## Stagione 1: 2006-2007
| N° | Titolo originale                       | Titolo Italiano              | Prima TV USA      | Prima TV Italia | DVD Italia |
| -- | -------------------------------------- | ---------------------------- | ----------------- | --------------- | ---------- |
| 1  | Shags To Riches                        | L'eredità di Shaggy          | 23 settembre 2006 | 30 aprile 2007  | 1° volume  |
| 2  | More Fondue for Scooby-Doo             | Ghiacciaio bollente          | 30 settembre 2006 | 1º maggio 2007  | 1° volume  |
| 3  | High Society Scooby                    | Shaggy e Scooby i cervelloni | 7 ottobre 2006    | 2 maggio 2007   | 1° volume  |
| 4  | Party Arty                             | Robot party                  | 14 ottobre 2006   | 3 maggio 2007   | 1° volume  |
| 5  | Smart House                            | La casa intelligente         | 21 ottobre 2006   | 4 maggio 2007   | 2° volume  |
| 6  | Lightning Strikes Twice                | Fulmini a cielo sereno       | 28 ottobre 2006   | 7 maggio 2007   | 2° volume  |
| 7  | Don't Feed The Animals                 | La foresta pluviale          | 4 novembre 2006   | 8 maggio 2007   | 2° volume  |
| 8  | Mystery Of The Missing Mystery Solvers | La maschera del mistero      | 18 novembre 2006  | 9 maggio 2007   | 2° volume  |
| 9  | Chefs Of Steel                         | Fuochi di puro acciaio       | 25 novembre 2006  | 10 maggio 2007  | inedito    |
| 10 | Almost Ghosts                          | Ladri invisibili             | 2 dicembre 2006   | 11 maggio 2007  | inedito    |
| 11 | Pole To Pole                           | Rally polare                 | 9 dicembre 2006   | 14 maggio 2007  | inedito    |
| 12 | Big Trouble                            | Meha Scooby                  | 6 gennaio 2007    | 15 maggio 2007  | inedito    |
| 13 | Operation Dog And Hippy Boy            | Operazione cane spilungone   | 13 gennaio 2007   | 16 maggio 2007  | inedito    |

## Stagione 2: 2007-2008
| N° | N° | Titolo originale              | Titolo Italiano               | Prima TV USA      | Prima TV Italia | DVD Italia                             |
| -- | -- | ----------------------------- | ----------------------------- | ----------------- | --------------- | -------------------------------------- |
| 1  | 14 | Shaggy and Scooby World       | La pillola magica             | 22 settembre 2007 | 28 aprile 2008  | inedito                                |
| 2  | 15 | Almost Purr-fect              | Cani e gatti                  | 29 settembre 2007 | 2008            | inedito                                |
| 3  | 16 | Inside Job                    | Viaggio allucinante           | 6 ottobre 2007    | 2008            | inedito                                |
| 4  | 17 | Zoinksman                     | L'eroe di Latta               | 20 ottobre 2007   | 2008            | inedito                                |
| 5  | 18 | The Many Faces Of Evil        | L'esercito dei Cloni          | 3 novembre 2007   | 2008            | 13 casi da brivido: per amore del cibo |
| 6  | 19 | Cruisin' For A Bruisin'       | Vacanza anti-stress           | 10 novembre 2007  | 2008            | inedito                                |
| 7  | 20 | There's A Doctor In The House | La fine del mondo             | 17 novembre 2007  | 2008            | inedito                                |
| 8  | 21 | Super Scary Movie Night       | Non accendere quel televisore | 8 dicembre 2007   | 2008            | inedito                                |
| 9  | 22 | Runaway Robi                  | Alla ricerca di Robi          | 26 gennaio 2008   | 2008            | inedito                                |
| 10 | 23 | Don't Get A Big Head          | Testa grossa cervello fino    | 2 febbraio 2008   | 2008            | inedito                                |
| 11 | 24 | Scooby-Dudes                  | Modificazioni genetiche       | 1º marzo 2008     | 2008            | inedito                                |
| 12 | 25 | Zoinks The Wonderdog          | Indovina chi c'è alla porta   | 8 marzo 2008      | 2008            | inedito                                |
| 13 | 26 | Uncle Albert Alert            | La talpa                      | 15 marzo 2008     | 2008            | inedito                                |